# Les Cayes
Les Cayes, in creolo haitiano Okay, è un comune di Haiti, capoluogo dell'arrondissement omonimo e del dipartimento del Sud.